# 昭和侠客伝
『昭和侠客伝』（しょうわきょうかくでん(後述)）は、1963年公開の日本映画。鶴田浩二主演、石井輝男監督。東映東京撮影所製作、東映配給。併映『雲の剣風の剣』（近衛十四郎主演、河野寿一監督）。

## 概要
石井輝男監督が唯一手掛けた本格的任侠映画。「東映仁侠路線」の4作目で、昭和初期の浅草を舞台にシマを持つやくざ一家と、それに楯つく愚連隊あがりの一家の対立を描く。 

## ストーリー
昭和五年浅草。関東一円に勇名を馳せる桜一家の三代目千之助が黒帯一家に刺された。黒帯一家は青空一家も抱き込みのさばっていた。悪業の限りをつくす黒帯一家に、堪忍袋の緒が切れた桜一家の重宗千造は、単身黒帯一家に乗り込んで、親分の土井に詫び状を書かせ指をつめさせた。重宗は重宗を慕う勝男と伊勢に身を寄せたが、一年後勝男を浅草に帰す。しかし勝男が黒帯一家に襲われ深手を負う。浅草に戻った重宗は、再び黒帯一家に単身殴り込む決心をする。

## スタッフ
- 企画：関政次郎
- 監督:石井輝男
- 脚本:石井輝男
- 撮影：山沢義一良
- 美術：藤田博
- 照明：桑名史郎
- 音楽：菊池俊輔
- 録音：広上益弘
- 編集：鈴木寛

## キャスト
- 重宗:鶴田浩二
- 桜千之助:嵐寛寿郎
- 池上:三井弘次
- 大月:関山耕司
- 深見:内田良平
- 雄三:亀石征一郎
- 隆:室田日出男
- 良子:三田佳子
- 勝男:梅宮辰夫
- 譲次:待田京介
- サブ:岡本四郎
- チャリンコの信坊:岡部正純
- ハイダシの吉:潮健児
- 土井:平幹二朗
- 常:大木実
- 辰:山本麟一
- 六造:八名信夫
- 岡田:三重街恒二
- 雪子:丘さとみ
- 梨江:坂本スミ子
- 清造:神田隆
- 夢子:木村俊恵
- 宮地:芦屋雁之助

## 製作経緯

### 企画
企画、及び映画タイトル命名は、当時の東映東京撮影所（以下、東撮）所長・岡田茂（のち同社社長）。低迷していた東撮を"ギャング路線"で復活させた岡田がこの年プロデュースした『人生劇場　飛車角』（1963年3月16日公開）、続く『人生劇場　続飛車角』（5月19日公開）の大ヒットにより「仁侠映画路線」を展開させるべく石井輝男に撮らせたのが本作である。東撮の仁侠映画としては、先の『人生劇場』二作品の後、7月31日公開の『浅草の侠客』（村田英雄主演、佐伯清監督）に続く4作目にあたる。岡田が『昭和侠客伝』というタイトルを先に思いつき、石井を呼んで「『昭和侠客伝』ええやろう」「姐さん、すまねえ」などとセリフを話し「なあ、わかったやろ、わかったやろ」と石井に世界観を伝えた。題名がダサい感じがして石井は嫌だったが岡田に無理やり押し付けられた。鶴田浩二主演と聞かされ渋ったが「いや、仲悪いもんどうしでやると、ええシャシンできるんやで」といわれたという。石井は「当時、岡田茂さんが最高潮だったんじゃないでしょうか。企画会議でホンを検討して決めるというようなスタイルじゃないんですね。もう岡田さんの一言で、会議なしって感じだったです」と述べている。
脚本は石井のオリジナル。新東宝時代の1957年に『肉体女優殺し 五人の犯罪者』のロケを浅草でやったとき、撮影許可を取るのにヤクザに世話になった経験と、島津保次郎監督の『浅草の灯』（1937年）や川端康成の小説『浅草紅団』（1930年）などにある浅草の郷愁を合わせてシナリオを書いた。

### キャスティング
嵐寛寿郎が石井作品に久しぶりに出演し、これが『網走番外地』での名演に繋がる。大木実は東映2本目で以降、東映仁侠路線の主力俳優の一人となる。歌手・坂本スミ子は映画出演2本目。平幹二朗のヤクザ映画出演は本作と『人生劇場　続飛車角』の2本だけで、これからヤクザ映画が増えそうだったので、あまり好きになれず、本作の後、もうヤクザ映画は出ないと決めたと話している。  

### タイトル
石井輝男監督は、著書『石井輝男映画魂』で本作のタイトルを"しょうわきょうかくでん"と呼んでいるが「文化庁日本映画情報システム」では、"しょうわきょうかくでん"ではなく"しょうわにんきょうでん"となっている。この『〇〇侠客伝』『昭和〇〇伝』のようなタイトルの映画は、1960年代から1970年代にたくさん作られ、同じようなタイトルの映画が多く混同しやすい。『〇〇侠客伝』というタイトルは、『関東侠客伝』（1925年）、『八州侠客伝』（1936年）、『総州侠客伝』（1936年）といった戦前の映画で使われたが、戦後は使用されなかったようで、岡田が思い出し復活させたものと考えられる。『〇〇侠客伝』は、やはり岡田企画の『日本侠客伝シリーズ』（1964-1971年）で使用されており『明治侠客伝 三代目襲名』（1965年）という映画もある。『昭和残侠伝シリーズ』（1965-1972年）の『残侠伝』の発想は分らないが、『〇〇遊侠伝』というタイトルの映画は戦前からコンスタントに製作され続けていた。日活は1966年に『日本任侠伝＋副題』という映画を数本製作した他、1969年に岡田に日活に売り飛ばされたマキノ雅弘の映画に『日本侠客伝』と『昭和残侠伝』という東映の二大ヒットシリーズをミックスした『日本残侠伝』というタイトルを付け、岡田が大川博社長に「変更させろ」と怒られたという逸話がある。

### その他
石井はやくざ映画が嫌いで、本格的任侠映画といえるのは本作一本のみ。この後、東撮で長期シリーズとなった「昭和残侠伝シリーズ」にも参加せず、1965年からメガヒットシリーズとなった『網走番外地シリーズ』を手掛ける。『網走番外地』は任侠映画に括られることも多いが本格的任侠映画とはいえない。任侠ブームの去った1973年に"任侠映画10周年記念映画"『現代任侠史』という主演の高倉健がアメリカ帰りで英語ペラペラという現代を舞台にした任侠映画を撮っている。

## ネット配信
- 東映シアターオンライン（YouTube）：2024年5月3日21:00 - 同年5月17日20:59（JST）